# Tchatkalophantes bonneti
Tchatkalophantes bonneti là một loài nhện trong họ Linyphiidae. T. bonneti được Ehrenfried Schenkel-Haas miêu tả năm 1963.